# Boyuela
Boyuela es una variedad cultivar de ciruelo (Prunus domestica), de las denominadas ciruelas europeas,
una variedad de ciruela oriunda de la comunidad autónoma de Andalucía, en el municipio de Lepe ubicado en la comarca de Costa Occidental (Huelva). Las frutas tienen un tamaño mediano, color de piel  rojo granate o amoratado, punteado abundante, muy menudo, y pulpa de color amarillo ámbar, transparente, textura consistente, muy jugosa, y sabor dulce y refrescante.

## Historia
'Boyuela' variedad de ciruela local cuyos orígenes se sitúan en la zona del río Piedras comunidad autónoma de Andalucía, en el municipio de Lepe ubicado en la comarca de Costa Occidental (Huelva).
'Boyuela' está cultivada en el Banco de germoplasma de cultivos vivos de la Estación experimental Aula Dei de Zaragoza. Está considerada incluida en las variedades locales autóctonas muy antiguas, cuyo cultivo se centraba en comarcas muy definidas, que se caracterizan por su buena adaptación a sus ecosistemas, y podrían tener interés genético en virtud de su características organolepticas y resistencia a enfermedades, con vista a mejorar a otras variedades.

## Características
'Boyuela' árbol de porte extenso, vigoroso, erguido, muy fértil y resistente. Las flores deben aclararse mucho para que los frutos alcancen un calibre más grueso. Tiene un tiempo de floración que comienza a partir del 16 de abril con el 10% de floración, para el 20 de abril tiene una floración completa (80%), y para el 29 de abril tiene un 90% de caída de pétalos.
'Boyuela' tiene una talla de tamaño mediano, de forma semi esférica, vista de frente redondeada, de perfil elíptica, depresión bastante acusada en la zona ventral, disminuyendo hacia el punto pistilar, presentando sutura bien visible por estar recubierta de pruina, línea muy fina, incolora, como marcada con un alfiler, y en algunos puntos hundidos, hendida y situada entre dos protuberancias junto a cavidad peduncular, en depresión mediana en el resto; epidermis recubierta de pruina abundante, azulado blanquecina, no se aprecia pubescencia, piel de color rojo granate o amoratado, punteado abundante, muy menudo, blanquecino con aureola más oscura que el color general del fruto, poco visible; Pedúnculo corto, grueso o mediano, muy pubescente, ubicado en una cavidad pedúncular estrecha, bastante profunda, bruscamente rebajada en la sutura y sin rebajar o un poco más levantada en el lado opuesto; pulpa de color amarillo ámbar, transparente, textura consistente, muy jugosa, y sabor dulce y refrescante.
Hueso adherente, pequeño, elíptico, aplastado, zona ventral muy surcada y esculpida, con frecuencia con quilla, más o menos saliente, surco dorsal discontinuo, caras laterales semi granulosas, más lisas y con surcos junto a la truncadura, ésta es muy amplia.
Su tiempo de recogida de cosecha se inicia en su maduración durante la segunda quincena del mes de junio.

## Usos
La ciruela 'Boyuela' se comen crudas de fruta fresca en mesa, y también se transforma en mermeladas, almíbar de frutas o compotas para su mejor aprovechamiento.

## Cultivo
Autofértil, es una muy buena variedad polinizadora de todos los demás ciruelos.